# Wilfried Keller
Wilfried Keller (* 17. Oktober 1918 in Prag; † 26. November 1991 in Marktheidenfeld) war ein deutscher Vertriebenenpolitiker (WAV, GB/BHE).

## Leben und Beruf
Keller studierte von 1936 bis 1939 Rechts- und Staatswissenschaften an der Deutschen Universität in Prag und promovierte zum Dr. jur. Er nahm anschließend als Soldat am Zweiten Weltkrieg teil. Er siedelte 1946 als Heimatvertriebener aus dem Sudetenland nach Westdeutschland über, ließ sich in Unterfranken nieder und arbeitete seit 1948 als Angestellter im öffentlichen Dienst. Nach seinem Ausscheiden aus dem Bundestag arbeitete er in der Rechtsabteilung des Bayerischen Staatsministeriums für Arbeit und Soziales.

## Partei
Am 5. Januar 1939 beantragte Keller die Aufnahme in die NSDAP und wurde rückwirkend zum 1. November 1938 aufgenommen (Mitgliedsnummer 6.637.818). Er engagierte sich nach dem Krieg in der bayerischen Vertriebenenarbeit und trat zunächst der Wirtschaftlichen Aufbau-Vereinigung (WAV) bei. Später wurde er Mitglied des BHE, war Vorsitzender des GB/BHE-Kreisverbands Marktheidenfeld und Bezirksvorsitzender der Partei in Unterfranken.

## Abgeordneter
Keller wurde 1948 Ratsmitglied der Gemeinde Hafenlohr und Mitglied des Kreistags von Marktheidenfeld. Bei den ersten Bundestagswahlen 1949 kandidierte er als Mitglied des von Günter Goetzendorff geleiteten Neubürgerbundes auf der Liste der WAV, erreichte aber zunächst kein Mandat. Nach Aufhebung der Lizenzierungspflicht beteiligte er sich an der Gründung des BHE und gelangte 1950 über die Gemeinschaftsliste BHE/DG in den bayerischen Landtag. Am 24. April 1952 rückte Keller für den verstorbenen ehemaligen WAV-Abgeordneten Wilhelm Paschek (inzwischen DP) in den Deutschen Bundestag nach. In der zweiten Legislaturperiode (1953–1957) gehörte er dem Parlament für den GB/BHE an. Das Landtagsmandat legte er daraufhin am 27. Oktober 1953 nieder, war aber von 1958 bis 1962 erneut Mitglied des bayerischen Landtags. Zum Ende der Wahlperiode war er zudem für rund fünf Monate nichtrichterliches Mitglied des Bayerischen Verfassungsgerichtshofs.
Keller gehörte neben Erwin Schoettle (SPD), Rudolf Vogel (CDU), Martin Blank (FDP) und Heinrich Schild (DP) zur ersten Besetzung des Vertrauensgremiums für die geheimen Haushaltspläne der Nachrichtendienste des Bundes, das am 22. Februar 1956 erstmals zusammenkam.